# مشیمیه

قسمت‌های مختلف کره چشم انسان: ۱. زجاجیه ۲. حاشیه دندانه‌دار ۳. ماهیچه مژکی ۴. گردالک‌های مژگانی ۵. مجرای شِلِم ۶. مردمک ۷. اتاق جلویی ۸. قرنیه ۹. عنبیه ۱۰. عدسی بیرونی ۱۱. عدسی درونی ۱۲. زوائد مژگانی ۱۳. ملتحمه ۱۴. ماهیچه مایل زیرین ۱۵. ماهیچه راست زیرین ۱۶. ماهیچه راست میانی ۱۷. شبکیه ۱۸. صفحه بینایی ۱۹. سخت‌شامه ۲۰. سرخرگ مرکزی شبکیه ۲۱. سیاهرگ مرکزی شبکیه ۲۲. عصب بینایی ۲۳. سیاهرگ حلقوی ۲۴. غلاف پیازی ۲۵. لکه زرد ۲۶. گودی مرکزی ۲۷. صلبیه ۲۸. مشیمیه ۲۹. ماهیچه راست بالایی ۳۰. شبکیه

به لایهٔ رگی چشم که بین صلبیه و شبکیه قرار دارد، مشیمیه یا یارینه (به انگلیسی: Choroid) می‌گویند.
مشیمیه یکی از لایه‌های ساختمان چشم است که رنگ‌دانه‌دار و حاوی مویرگ‌های فراوانی است که تغذیهٔ عنبیه و سلول‌های گیرندهٔ نور شبکیه را بر عهده دارد. مشیمیه در جلوی چشم بخش رنگین آن، یعنی عنبیه را به وجود می‌آورد.
مشیمیه یک ورقه نازک و پُررگ است که عقب لایه عروقی را تشکیل می‌دهد. پوشش آن بسیار پررگ است که دارای یک بافت همبند سست در بین عروق خونی‌اش می‌باشد. ملانوسیت‌های فراوانی در این لایه وجود دارند که رنگ سیاه مشخصه این لایه، به دلیل وجود همین سلول‌هاست.
اسکلیه از جلو تا جسم مژگانی و در عقب تا عصب بینایی امتداد دارد. مشیمیه از داخل به غشاء بروک و از خارج با واسطه فضاء فوق مشیمیه‌ای به صلبیه محدود می‌شود. رگ‌های آن از خارج به داخل باریک‌تر می‌شوند و در سمت داخل، صفحهٔ کوریوکاپیلاریس را می‌سازند. تخلیه سیاهرگی مشیمیه توسط چهار سیاهرگ حلقه‌ای (ورتکس) است. تغذیه بخش خارجی شبکیه به‌عهده مشیمیه می‌باشد.

## ساختار مشیمیه
مشیمیه از ۴ لایهٔ تشکیل شده‌است:
- لایهٔ هالر که از جنس بافت پیوندی است و حاوی تعداد زیادی رگ با قطر زیاد است.
- لایهٔ ساتلر که بافتی پیوندی دارای مقدار زیادی رنگ‌دانه و حاوی رگ‌هایی با قطر متوسط است.
- لایهٔ سوم حاوی مویرگ‌های نازکی است که تغذیهٔ سلول‌های سطح شبکیه را بر عهده دارد.
- لایهٔ بروخ

## نگارخانه

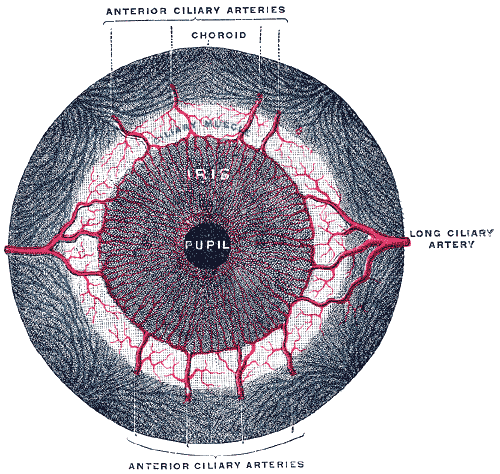
عنبیه، نمای جلو.
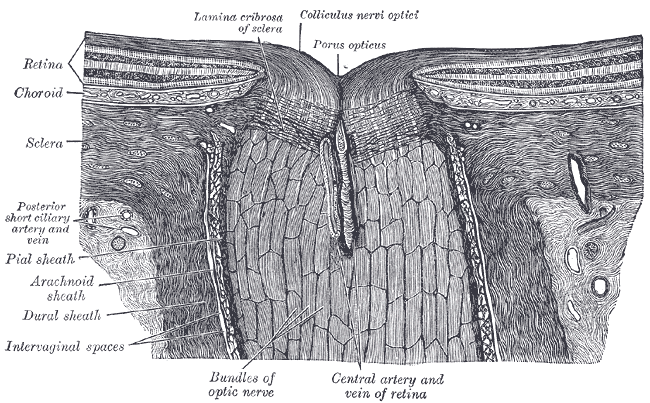
قسمت انتهایی عصب بینایی و ورود آن به کره چشم در قسمت افقی.
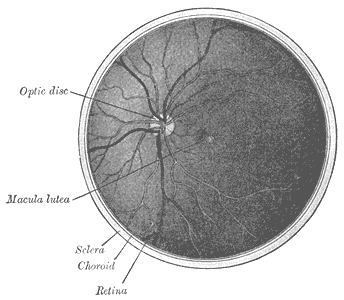
قسمت داخلی نیمه خلفی کره چشم چپ.